# Orthogonia olivaceobrunnea
Orthogonia olivaceobrunnea är en fjärilsart som beskrevs av Embrik Strand 1921. Orthogonia olivaceobrunnea ingår i släktet Orthogonia och familjen nattflyn. Inga underarter finns listade i Catalogue of Life.